# Словацкий институт кинематографии
Словацкий институт кинематографии (словац. Slovenský filmový ústav, SFÚ) — единственное в Словакии государственное учреждение в области кинематографии, всесторонне занимающееся словацким кино и словацкой кинематографией как таковой. Киноинститут собирает, хранит и защищает права на кино — и иную аудиовизуальную продукцию и связанные с ними документационные материалы, а также обеспечивает доступ к ним общественности. Киноинститут осуществляет управление киноархивом, который, в соответствии с законодательством, считается архивом особого значения. Архив хранит все, зачастую уникальные картины словацкого кинематографа, снятые на территории Словакии. Эти коллекции являются важной составляющей культурного наследия и охраняются государством как объект национального достояния. Словацкий киноинститут также обладает правами производителя в отношении словацких фильмов, созданных организациями кино для государства.

## История
Словацкий киноинститут был основан в Братиславе 1 апреля 1963 года. Под его ведение перешёл киноархив существовавшего в те годы Центрального кинопроката, собранный в 1958 году историком Иваном Румановским. В 1963 году, после возобновления деятельности Чехословацкого института кинематографии (Прага), было принято решение о том, что Словацкий киноинститут станет его филиалом. Вскоре, на Конгрессе международной федерации киноархивов ФИАФ, был одобрен устав совместного архива Чехословацкого института кинематографии в Праге и Словацкого киноинститута в Братиславе. Самостоятельной единицей Словацкий киноинститут стал в 1991 году, а самостоятельным (независимым) членом ФИАФ — в 2001 году. Первым директором киноинститута (1963-1970) был Ян Коминьяр, в настоящий момент генеральным директором киноинститута является Петер Дубецкий (с 1999 года). До 1968 года Словацкий киноинститут находился в здании Киноклуба на Рыбной площади в Братиславы, после чего переехал на Грёсслингову улицу, где располагается и поныне. Начиная с 1968 года помимо фильмов словацкого производства архив хранит и отдельные зарубежные произведения кинематографа, а с 1969 года Словацкий киноинститут является инициатором широкого круга мероприятий в области исследования истории словацкого кинематографа.

## Членство в других организациях
С 2001 года Словацкий киноинститут является членом Международной федерации киноархивов (FIAF), с 2006 года — членом международной организации содействия популяризации европейского кино «European Promotion Film» (EFP), с целью в первую очередь популяризировать аудиовизуальную культуру и кинопромышленность Словацкой Республики. Кроме того, Словацкий киноинститут является членом Словацкой ассоциации библиотек (SAK), Словацкой ассоциации аудиовизуальных продюсеров (SAPA) и, через посредничество MEDIA Desk, также членом Европейской документальной сети (EDN).

## Организационная структура

### Национальный киноархив
Национальный киноархив состоит из трёх отделов: отдела киноархива, отдела документации и библиотечного обслуживания и отдела медиатеки.

#### Отдел киноархива
Отдел киноархива заведует фондом, состоящим примерно из 80 000 рулонов сырого киноматериала. Из этого числа архивные зарубежные коллекции представляют примерно одну треть, остальное составляют коллекционные фонды киноматериалов к словацким фильмам. Коллекцию словацких фильмов составляют не только наименования на 16-мм и 35-мм киноплёнке, но также и различные виды защитных и копировальных материалов, как-то: негативы изображения, негативы звука, дубликаты негативов, дубликаты позитивов, магнитные звуковые дорожки (с движениями, шумами, музыкой), а также самые последние и промежуточные негативы и позитивы. Что касается киноматериалов по зарубежным фильмам, то в киноархиве хранится несколько тысяч 35-мм копий кинематографических наименований, среди которых есть и картины многих знаменитых мировых режиссёров. Коллекцией фонда пользуются студенты школ в школах, обучающихся по направлениям «киноведение» и «искусствоведение».
Коллекция фонда хранится на различных типах видеоносителей — HDCAM SR 4: 4: 4, HDD, DCP, Digital Betacam, Betacam SP, DVD, SVCD, CD-R, MiniDV, DV-cam, DAT и VHS.

#### Отдел документации и библиотечного обслуживания
Отдел документации и библиотечного обслуживания накапливает, обрабатывает и делает доступными для общественности документальные, графические, фотографические и другие предметы коллекции, библиотечные документы — специальную кинематографическую литературу, периодические публикации, сценарии аудиовизуальных произведений, печатные и электронные каталоги и мультимедийные работы, имеющие отношение к киноискусству. Кроме того, отдел осуществляет документационную деятельность и мониторинг печатных номеров, формируя из них библиографические описи. Отдел также является профессиональным гарантом пополнения базы данных информационной системы SK CINEMA.

##### Библиотека
Библиотека Словацкого киноинститута входит в подчинение отдела документации и библиотечного обслуживания Национального киноархива Словацкого киноинститута, являясь единственной в Словакии специализированной библиотекой фильмологической литературы. Её фонд составляют книги, сценарии, периодические издания, аудио- и электронные документы. Библиотека занимается подборкой словацких и зарубежных публикаций, имеющих отношение к словацкой кинематографии и аудиовизуалистике. Свои услуги библиотека предоставляет зарегистрированным пользователям отдела документации и библиотечного обслуживания в соответствии с библиотечными правилами и положениями о выдаче материалов Словацкого киноинститута. Основные функции библиотеки включают в себя услуги по выдаче фондовых материалов как в читальный зал библиотеки, так и на дом, последнее касается всех книг за исключением энциклопедий, словарей и публикаций с иллюстрациями. Материалы выдаются на один календарный месяц, одновременно может быть выдано не более 5 книг. Для облегчения поиска в фондах библиотеки Словацкого киноинститута имеются в наличии традиционные карточные каталоги (каталог наименований периодических изданий, именной и систематический каталог книг, именной каталог и каталог наименований сценариев и т. д.). Каталог библиотеки в электронном виде в настоящее время разрабатывается в рамках проекта SK CINEMA. Для поиска информации о журнальных и газетных статьях в библиотеке также имеются в доступе различные библиографические ресурсы, созданные внутри Словацкого киноинститута. Такие ресурсы с 2000 года также содержат в электронном виде библиографические отметки о статьях из периодических изданий, прежде всего о текстах, связанных со словацкой кинематографией и аудиовизуалистикой.

##### Документация
Документация Словацкого киноинститута хранится в отделе документации и библиотечного обслуживания Национального киноархива Словацкого киноинститута. Документационные коллекции, состоящие из так называемых документационных «компонентов», включают в себя текстовые материалы по отдельным словацким и зарубежным кинематографическим и другим аудиовизуальным произведениям, известным деятелям кино и кинематографическим организациям, кинофестивалям, показам и прочим общественным мероприятиям, связанным с аудиовизуальным наследием и кинематографической культурой Словакии. Часть документационных компонентов могут быть производственные листы, распределительные листы, пресс-релизы, вырезки из газет и журналов, текстовые рекламные материалы, материалы на иностранных языках, монтажные листы, диалоговые листы, фестивальные каталоги и другие информационные материалы, относящиеся к историческим и современным событиям в области кино, происходящим как в Словакии, так и за её пределами. Отдел документации предоставляет свои услуги зарегистрированным пользователям отдела документации и библиотечного обслуживания в соответствии с Положениями о доступе к кинокопиям аудиовизуальных произведений и фонограмм, архивных документов и коллекционных объектов и связанных с ними услуг Национального киноархива. К основным услугам отдела документации относятся услуги, касающиеся выдачи на руки документационных компонентов для их изучения в помещении библиотеки Словацкого киноинститута.

##### Архив кино-учреждений и деятелей кино
Архив фондов и коллекций кино-учреждений и сотрудников Словацкого киноинститута как одна из составляющих отдела документации и библиотечного обслуживания Национального киноархива Словацкого киноинститута заведует, прежде всего, архивными фондами кинематографических учреждений и деятелей кино. Содержание отдельных фондов и коллекций составляют письменные архивные документы — документы официального характера, документы по делопроизводству, рукописи, переписка, личные документы, а также фотографии, произведения искусства, партитуры, архитектурные проекты и другие виды материалов. Обработанные фонды доступны для исследователей по предварительной договоренности в соответствии с Положениями о доступе к кинокопиям аудиовизуальных произведений и фонограмм, архивным документам, коллекционным материалам и связанным с ними услугам Национального киноархива, а также с архивной политикой и Положениями о проведении исследований в Национальном киноархиве Словацкого киноинститута.

##### Архив афиш и флаеров
Архив афиш, плакатов и флаеров Словацкого киноинститута входит в состав отдела документации и библиотечного обслуживания Национального киноархива Словацкого киноинститута. Основу его коллекции, в основном, составляют афиши, плакаты и флаеры (мелкие рекламные издания) к словацким фильмам, зарубежным фильмам, имевшим или имеющим прокат на территории Словакии, а также к киномероприятиям (фестивалям, просмотрам и т. д.), касающимся словацкой кинематографии. Включённые в архивную коллекцию афиши, плакаты и флаэры не выдаются на руки и могут покидать архив только в исключительных и обоснованных случаях. Словацкие кинопостеры открыты для обзора при проведении выставок. С афишами, плакатами и флаэрами, на которые имеются цифровые копии, в образовательных целях можно ознакомиться в читальном зале библиотеки Словацкого киноинститута. Остальные услуги архива афиш, плакатов и флаэров предоставляются общественности в соответствии с Положением о доступе к кинокопиям аудиовизуальных произведений и фонограмм, архивным документам, коллекционным материалам и связанным с ними услугам.

##### Фотоархив
Фотоархив Словацкого киноинститута, входящий в отдел документации и библиотечного обслуживания Национального киноархива Словацкого киноинститута, хранит фотоматериалы (фотографии, фотонегативы, слайды, диапозитивы, фотоальбомы, открытки), связанные с производством словацких фильмов (рабочие кадры, фотографии из фильмов) и их популяризацией (рекламные фотографии). Также хранятся фотоматериалы, касающиеся иностранных фильмов, словацких и зарубежных деятелей кино, а также кинособытий. Фотоматериалы, включённые в архивную коллекцию, не выдаются на руки и могут покинуть архив только в специальных случаях. Фотографические материалы доступны общественности через цифровые копии на основании их письменного заказа. Эти и другие услуги Фотоархива Словацкого киноинститута предоставляются в соответствии с Положениями о доступе к кинокопиям аудиовизуальных произведений и фонограмм, архивным документам, коллекционным материалам и связанным с ними услугам.

#### Отдел медиатеки
Фонд Медиатеки Словацкого киноинститута занимается хранением аудиовизуальных произведений на DVD, VHS и Blu-Ray. В фонде есть как словацкие, так и зарубежные коллекции, его накопления используются исключительно в образовательных целях. Исключение составляет продукция, в отношении которой Словацкий киноинститут имеет права производителя и копии которой могут быть в некоммерческих целях и за соответствующую плату предоставлены широкой аудитории. Медиатека также знакомит профессиональную общественность с произведениями аудиовизуального искусства, приобретёнными на основании закона об обязательном экземпляре, а также с продукцией, вышедшей при поддержке Министерства культуры Словакии. В этих целях отдел медиатеки сотрудничает с дистрибьюторскими компаниями, продюсерами и издателями DVD и Blu-Ray. В отделе медиатеки также хранятся DVD и VHS, выпускаемые самим Киноинститутом. Словацкие фильмы, правами в отношении которых обладает Словацкий киноинститут, но которые на данный момент не были выпущены на DVD, могут быть переписаны на DVD и выданы всем заинтересованным лицам в соответствии с Правилами выдачи материалов Национальным киноархивом Словацкого киноинститута. В медиатеке есть проекционная комната на двух человек, предназначенная для просмотра носителей, которые не могут быть выданы за пределы Словацкого киноинститута. Для осуществления таких просмотров заинтересованное лицо обязано предоставить информацию о целях просмотра и предъявить читательский билет в библиотеку Словацкого киноинститута.

### Национальный кинематографический центр
Национальный кинематографический центр состоит из отдела киномероприятий, издательского отдела и аудиовизуального информационного центра (AIC).
Национальный кинематографический центр собирает и предоставляет исчерпывающую информацию и услуги, связанные со словацкой кинематографией, осуществляет презентацию словацких фильмов в Словакии и за её пределами и поддержку мероприятий с участием иностранных фильмов в Словакии, а также издаёт общие и специализированные фильмологические публикации в рамках издательской деятельности Словацкого киноинститута.

#### Отдел киномероприятий
Отдел киномероприятий участвует в организации показов словацких фильмов в рамках киномероприятий как в Словакии, так и за её пределами, является коммуникационным партнёром для организаторов кинофестивалей и показов с целью популяризации словацкой кинопродукции.
В Словакии Словацкий киноинститут является традиционным партнёром и соорганизатором таких событий, как международный кинофестиваль Фебиофест и Проект 100, традиционно прочным является и его сотрудничество с международным кинофестивалем «Арт Фильм Фест», Братиславским международным кинофестивалем и многими другими международными кинофестивалями.
Словацкий киноинститут также фокусируется на важных международных кинофестивалях, стремясь познакомить со словацким кино как можно большее число стран и регионов. Из множества мероприятий, в которых регулярно принимает участие Словацкий киноинститут, можно упомянуть Берлинский международный кинофестиваль, Каннский международный кинофестиваль, Венецианский международный кинофестиваль, Международный кинофестиваль в Карловых Варах, Международный кинофестиваль в Локарно, Международный кинофестиваль в Роттердаме, Варшавский международный кинофестиваль, Международный кинофестиваль в Сан-Себастьяне, Международный фестиваль документальных фильмов в Йиглаве и Международный кинофестиваль в Салониках. Из международных кинорынков и форумов следует назвать Европейский кинорынок в Берлине (Германия), кинорынок в Каннах (Франция), «CentEast» в Варшаве (Польша), Софийские встречи (Болгария), "Connecting Cottbus (Германия), Агора — Кинорынок в Салониках (Греция), Baltic Event в Таллине (Эстония); Восточно-Европейский форум в Праге (Чехия) и т. д.

#### Издательский отдел
Издательский отдел осуществляет деятельность, связанную с выпуском специализированной литературы, DVD со словацкими фильмами, журналов о кино Film.sk и Kino-Ikon, а также различных рекламных материалов, направленных на презентацию деятельности Словацкого киноинститута и словацкой кинематографии и аудиовизуального сектора в целом.

#### Аудиовизуальный информационный центр
Аудиовизуальный информационный центр устанавливает контакты с зарубежными учреждениями и предоставляет им доступ к соответствующей информации в области словацких кинематографической и аудиовизуальной продукции, собирает, обрабатывает и популяризует информацию, предназначенную для специалистов в области словацкой кинематографии/аудиовизуалистики, работающих как в Словакии, так и за её пределами.

## Внешние отделы Института

### Кинотеатр «Люмьер»
Кинотеатр «Люмьер» (до этого «Чарли-центр») открыт для зрителей с 5 сентября 2011 года по адресу: Госпитальная улица, д.4 (Špitálskа ul. 4, во дворе напротив высотного здания гостиницы «Киев»). В кинотеатре имеется два кинозала (первый этаж), ежедневно в кинотеатре проходит показ четырёх фильмов. Перед открытием кинотеатра «Люмьер» оба кинозала были отремонтированы: были заменены экраны, обновилось техническое оборудование, было улучшено качество звучания за счёт перехода на Долби-Стерео.
Кинотеатр «Люмьер» предлагает к просмотру альтернативную словацкие, мировые и европейские шедевры кинотворчества.

### Магазин Klapka.sk
Магазин Словацкого киноинститута Klapka.sk предлагает на продажу как публикации и DVD, выпущенные Словацким киноинститутом, так и прочие публикации и DVD, касающиеся словацкого аудиовизуального искусства и теории кино. Магазин расположен на Грёсслинговой улице (Grösslingová ulica), напротив Словацкого киноинститута, но также имеется возможность приобретения продукции через интернет.
На русский язык слово «клапка/klapka» переводится как «хлопушка (табличка с названием фильма и т. п.)».

## Издания Словацкого киноинститута

### Film.sk
Ежемесячный журнал о кинособытиях Словакии.

### Публикации
Словацкий киноинститут также публикует книги на словацком и английском языках.

### DVD
Словацкий киноинститут также выпускает DVD и коллекции DVD co словацкими архивными фильмами.

## Директора Словацкого киноинститута
| Годы        | Директор                           |
| ----------- | ---------------------------------- |
| 1963 — 1970 | Ян Коминьяр Ján Komiňár            |
| 1971 — 1973 | Арнольд Й.Франьо Arnold J. Fraňo   |
| 1973        | Штефан Седлак Štefan Sedlák        |
| 1973 — 1974 | Йозеф Майхрак Jozef Majchrák       |
| 1974        | Штефан Шматрала Štefan Šmátrala    |
| 1974 — 1977 | Штефан Седлак Štefan Sedlák        |
| 1977 — 1980 | Штефан Шматрала Štefan Šmátrala    |
| 1980 — 1981 | Йозеф Вельки Jozef Veľký           |
| 1981 — 1983 | Ян Словинец Ján Slovinec           |
| 1983 — 1984 | Йозеф Вельки Jozef Veľký           |
| 1985 — 1989 | Светозар Швеглак Svetozár Švehlák  |
| 1989 — 1990 | Игорь Личко Igor Ličko             |
| 1990        | Штефан Враштьяк Štefan Vraštiak    |
| 1991 — 1993 | Мартин Шматлак Martin Šmatlák      |
| 1993 — 1995 | Эмил Легута Emil Lehuta            |
| 1995 — 1996 | Штефан Враштьяк Štefan Vraštiak    |
| 1996        | Владимир Ондруш Vladimír Ondruš    |
| 1996 — 1997 | Эдуард Кленовский Eduard Klenovský |
| 1997        | Павол Яник Pavol Janík             |
| 1997 — 1998 | Мариан Ковачик Marián Kováčik      |
| 1999 -      | Петер Дубецкий Peter Dubecký       |